# Takeoka Ineszu Emiko
Takeoka Ineszu Emiko (武岡 イネス 恵美子; Hepburn: Takeoka Inesu Emiko) (Japán, 1971. május 1. –) japán válogatott labdarúgó.

## Klub
A Nikko Securities Dream Ladies csapatában játszott. 1998-ban vonult vissza.

## Nemzeti válogatott
1994-ben debütált a japán válogatottban. A japán válogatott tagjaként részt vett az 1995-ös világbajnokságon. A japán válogatottban 3 mérkőzést játszott.

## Statisztika
| Japán válogatott | Japán válogatott | Japán válogatott |
| Időszak          | Mérk.            | gól              |
| ---------------- | ---------------- | ---------------- |
| 1994             | 1                | 0                |
| 1995             | 2                | 3                |
| Összesen         | 3                | 3                |

## Sikerei, díjai
Japán válogatott
- Ázsia-kupa:  Ezüst; 1995

Klub
- Japán bajnokság: 1996, 1997, 1998